# Стъблеобхващащ ръждавец
Стъблеобхващащ ръждавец (Potamogeton perfoliatus) е вид водолюбиво растение от семейство Ръждавецови. Обитава водоеми с бавнотечащи или застояли блатисти местности в Централна, Северна Америка, Евразия, Африка и Австралия. Листата са потопени, овални, полупрозрачни, без дръжка достигащи до 8 сантиметра дължина. Цъфти от юни до септември. Плодовете с размери до 4 mm, маслиненозелени.